# Dmitrij Jur'evič Cholodov
Dmitrij Jur'evič Cholodov (Zagorsk, 21 luglio 1967 – Mosca, 17 ottobre 1994) è stato un giornalista russo.
Studiò da fisico e iniziò  questa carriera al fianco dei genitori, all'istituto di industria militare di Klimovsk, nella regione di Mosca. Deluso dalla mancanza di prospettive si dedicò al giornalismo, mettendosi a lavorare per una radio locale. Nel 1992 diventa reporter per il giornale nazionale Moskovsky Komsomolets. Viene ucciso mentre investiga sui fenomeni di  corruzione che riguardano gli alti gradi dell'esercito russo.

## Lavoro
Nel 1993 Cholodov viaggiò nei territori dell'ex Unione Sovietica, lavorando per il Moskovskij Komsomolec. Egli si trovava in Abcasia durante il conflitto georgiano-abcasiano, durante il quale ha denunciato la pulizia etnica dei georgiani in Abcasia scrivendo un gran numero di reportage, tra cui uno intitolato "L'apocalisse di Suchumi".
Nell'ottobre del 1993 Cholodov intervistò l'allora ministro della Difesa della Federazione Russa Pavel Gračëv. Per i successivi dodici mesi, Cholodov, sulla base di molte fughe di notizie dall'esercito e di fonti del Ministero della Difesa, scrisse e pubblicò numerosi articoli riguardo alla corruzione ad alto livello in campo militare. In particolare, scrisse dell'uso improprio dei fondi destinati a facilitare il ritiro e il reinsediamento di mezzo milioni di soldati e delle loro famiglie, che erano di base nella Repubblica Democratica Tedesca. Cholodov avrebbe dovuto intervenire alle audizioni della Duma riguardanti queste accuse, e presumibilmente avrebbe raggiunto anche il ministro della Difesa, quando però è stato assassinato. Nessuna di queste accuse è stata presentata in tribunale. Pavel Gračëv è stato sostituito come ministro della Difesa nel 1996, dopo la fine della prima guerra cecena.

## Assassinio
Cholodov morì il 17 ottobre del 1994, dopo aver aperto una valigetta imbottita di esplosivo negli uffici del suo giornale. Aveva ritirato la valigetta quella mattina stessa dal deposito bagagli della stazione di Mosca, avendo saputo che conteneva documenti comprovanti la corruzione nelle forze armate. L'editore del giornale per il quale Cholodov scriveva, Moskovskij Komsomolec, accusò la leadership delle Forze Armate della Federazione Russa, ed in particolare l'allora ministro della Difesa Gračëv, di aver ordinato l'omicidio. I militari negarono qualsiasi coinvolgimento. Durante una testimonianza, resa in tribunale, Gračëv ha sostenuto che alcuni suoi collaboratori potrebbero avere frainteso alcune sue parole.
Altri corrispondenti locali e stranieri erano già morti a Mosca e in altre zone della Russia, ma questo è stato il primo ed indiscutibile omicidio di un giornalista compiuto per il suo lavoro investigativo. L'assassinio di Cholodov ha traumatizzato l'intera comunità dei media. Dopo il dicembre 1994 la sua uccisione è stata messa in ombra dalla scoppio della prima guerra cecena. La morte violenta di Cholodov ha sottolineato i rischi affrontati dai reporter in Russia, e la lunga inchiesta seguita dalla mancata condanna dei sospettati hanno provocato la quasi scomparsa del giornalismo di inchiesta.
Il caso resta unico. Con un'unica eccezione (Oleg Sedinko nel 2002) non sono mai più stati utilizzati esplosivi in Russia per uccidere un giornalista; e non è stata portata in tribunale alcuna prova che dimostri che siano stati pagati dei killer per uccidere Cholodov.

## Processo e assoluzione
Il processo dei sei imputati, quattro dei quali facenti parte delle forze armate, iniziò nel 2000 nella Corte Militare del Distretto di Mosca. Vennero tutti assolti nel 2002 e di nuovo, dopo un secondo processo, nel 2004. In entrambe le occasioni l'Ufficio del Procuratore protestò contro il verdetto alla Corte Suprema della Federazione Russa.
I genitori di Cholodov e i loro avvocati denunciarono presunte irregolarità nella condotta del processo e un comportamento scorretto dei due giudici che avevano presieduto i processi (il secondo dei quali, Yevgeny Zubov, dovrebbe presiedere anche il processo ai presunti killer di Anna Politkovskaya). Il tentativo, portato avanti dai famigliari di Cholodov, di ottenere una condanna per la mancanza di un equo processo è stato esaminato dalla Corte suprema dei diritti dell'uomo di Strasburgo. Tale tentativo è stato respinto dalla Corte poiché l'omicidio è precedente alla piena adesione, da parte della Federazione Russa, alla Convenzione europea per la salvaguardia dei diritti dell'uomo e delle libertà fondamentali. Durante un discorso, tenutosi in Germania nel 2008, l'allora presidente della Federazione Russa Dmitrij Anatol'evič Medvedev ha affermato che gli omicidi di alcuni giornalisti sono così importanti che non dovrebbe esistere alcun limite di tempo per perseguire i responsabili di queste morti.